# LaFace Records
LaFace Records é uma extinta gravadora norte-americana, pertencente à Sony Music Entertainment. Foi desativada em 2011 pela RCA Records, juntamente com a Jive Records.

## História da companhia
A LaFace foi fundada em 1989, através de um empreendimento conjunto entre Antonio "L.A." Reid, Kenneth "Babyface" Edmonds e a Arista Records. O nome foi escolhido por ser uma combinação entre os apelidos da dupla. A gravadora se tornou bem-sucedida principalmente nos anos 90, sendo responsável por artistas como TLC, Toni Braxton, OutKast, Pink, Usher, Goodie Mob, Donell Jones, Pressha e Cee-Lo. Apesar disso, no final da década eles produziam poucos artistas e Babyface passou a se forcar mais em sua carreira musical. A LaFace foi totalmente adquirida pela Arista e pela BMG em 1999. Em 2001, L.A. Reid tornou-se o presidente/CEO da Arista. Como resultado, a LaFace foi dissolvida e muitos de seus artistas passaram a ser assinados pela gravadora, para continuar trabalhando com ele.
Em 2004, depois de uma reestruturação nos selos da BMG, a LaFace foi reativada, operando como uma subsidiária do Zomba Label Group, e muitos de seus antigos artistas que havia passado para a Arista voltaram para a companhia. Em 2011, a LaFace (juntamente com seu ex-distribuidor Jive/Zomba) foi novamente dissolvida; a RCA Records absorveu todos os artistas da extinta gravadora.

## Alguns artistas
- Toni Braxton (1991 - 2000)
- Ciara
- OutKast
- Pink
- Usher
- TLC (1991 - 2005)
- YoungBloodZ